# 1920年卡林西亞歸屬公投

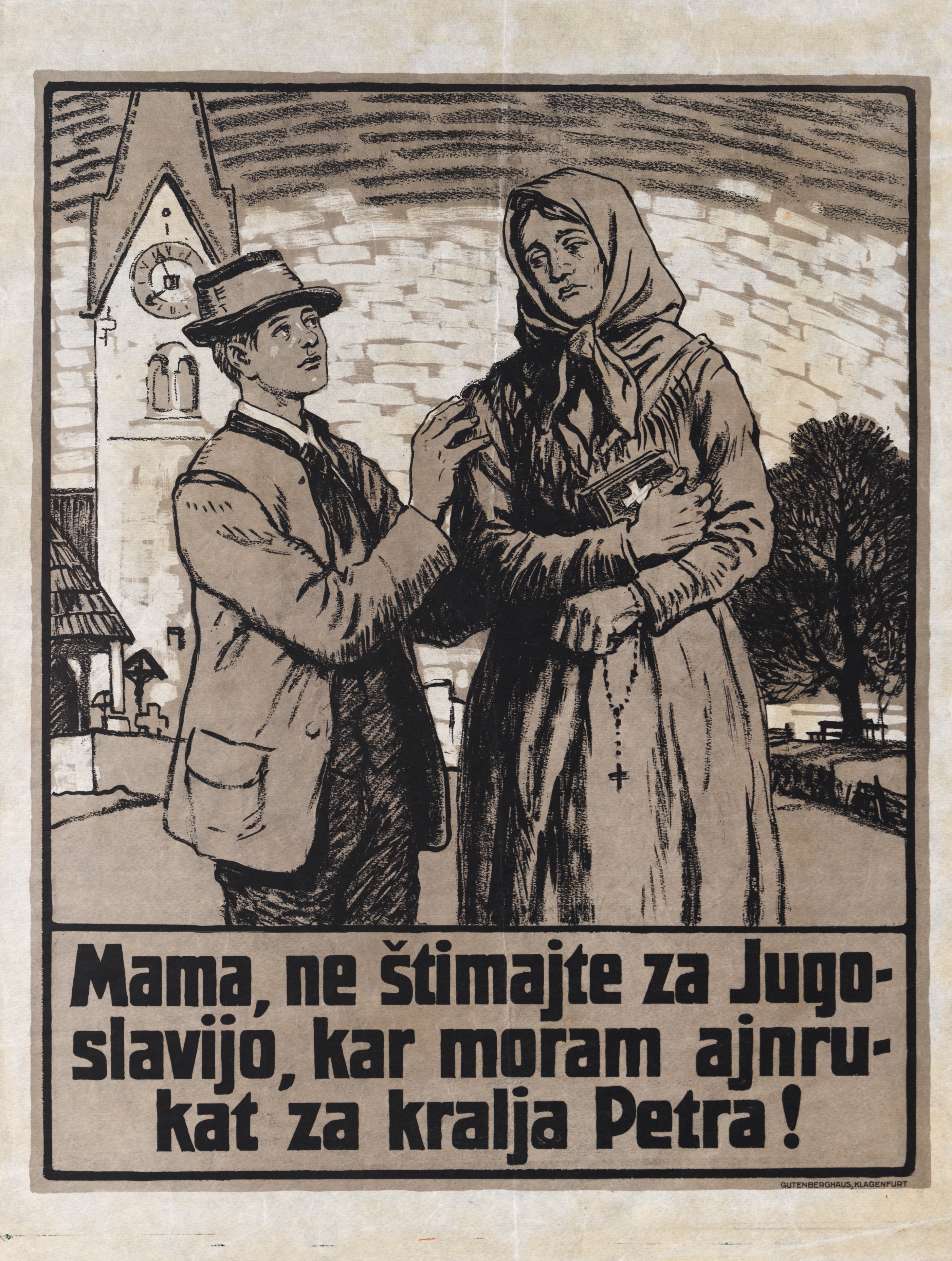
一張奧地利的政治宣傳海報，製作於1920年。內容寫著：媽媽，不要投給南斯拉夫，不然我會被彼得一世徵去入伍。其目的是為了宣傳奧地利人和德國人是熱愛和平的民族。

1920年10月10日，卡林西亞地區舉行了一場公投，決定第一次世界大戰後奧地利共和國和新成立的塞爾維亞人、克羅地亞人和斯洛文尼亞人王國——也就是後來的南斯拉夫王國——之間的邊界歸屬。公投的結果為大約59%的選民支持留在奧地利，約41%選民支持留在南斯拉夫。